# Волосатов, Борис Михайлович
Борис Михайлович Волосатов (25 июня [8 июля] 1908, Шадринск, Пермская губерния — 25 мая 1980, Москва) — заместитель начальника тыла Военно-морского флота СССР, инженер-контр-адмирал (1944). Участник Советско-финляндской войны, в годы Великой Отечественной войны начальник Кронштадтского морского завода, затем заместитель начальника тыла Балтийского флота.

## Биография
Борис Волосатов родился 25 июня (8 июля) 1908 года в городе Шадринске Шадринского уезда Пермской губернии, ныне город областного подчинения Курганской области. Еврей.
С 31 октября 1925 года служил в ВМФ СССР.
С 1928 года член ВКП(б), в 1952 году партия переименована в КПСС.
В мае 1930 года окончил механическое отделение Военно-морского инженерного училища им. Ф. Э. Дзержинского (обучался с октября 1925 по май 1930).
С мая 1930 года по ноябрь 1931 года Вахтенный инженер-механик линкора «Октябрьская революция».
С ноября 1931 года по январь 1934 года командир котельной группы линкора «Марат» Морских сил Балтийского моря.
С января по декабрь 1934 года командир дивизиона движения линкора «Марат» Морских сил Балтийского моря.
В апреле 1938 окончил машиностроительное отделение факультета военного кораблестроения Военно-морской академии им. К. Е. Ворошилова (обучался с декабря 1934 по апрель 1938).
С апреля 1938 года по январь 1939 года старший военный представитель КПА Технического управления ВМФ в Ленинграде.
Участник Советско-финляндской войны (1939—1940).
С января 1939 года по 1943 год начальник Кронштадтского морского завода Главного военного порта Краснознамённого Балтийского флота. Осенью 1941 года, на период ледостава было предложено снять с катеров и вспомогательных судов Балтийского флота 45-миллиметровые пушки и крупнокалиберные пулеметы и разместить их на специальные плавающие огневые точки: квадратные водонепроницаемые ящики из толстых досок. Плавающие огневые орудийные точки были созданы на Морском заводе под руководством Волосатова. История военного искусства не знала подобного прецедента.
С начала войны и до 20 марта 1944 года заводом было отремонтировано 615 кораблей и вспомогательных судов. В мае 1944 года за успешное выполнение боевых заданий командования по ремонту и вводу в строй кораблей Краснознаменного Балтийского флота завод был награждён Орденом Ленина, а начальник завода — орденом Красного Знамени.
Заместитель начальника тыла Балтийского флота (июнь 1943 года — май 1945 года), по вооружению (январь 1944 года — май 1945 года).
5 ноября 1944 года Б.М. Волосатову присвоено звание инженер-контр-адмирал.
С мая 1945 года по апрель 1949 года Б.М. Волосатов — начальник тыла Северного Флота.
С апреля 1949 года по январь 1953 года начальник тыла 4-го ВМФ.
С января по май 1953 года находился в распоряжении Управления кадров ВМС СССР.
С мая 1953 года по март 1956 года — начальник военно-морской кафедры Московского института рыбной промышленности и хозяйства.
С марта 1956 года по июнь 1957 года заместитель начальника тыла ВМФ СССР.
С июня 1957 года по декабрь 1960 года — исполняющий обязанности заместителя начальника тыла ВМФ СССР.
С декабря 1960 по начальник отдела службы тыла — заместитель начальника тыла ВМФ СССР.
С марта 1969 в отставке.
18 ноября 1971 года Б. М. Волосатов переаттестован в звание контр-адмирал-инженер.
Борис Михайлович Волосатов умер 25 мая 1980 года в Москве. Похоронен на Головинском кладбище города Москвы.

## Награды
- Орден Ленина, 2 июня 1951 года
- Орден Красного Знамени, трижды: 1 июля 1944 года[5][6], 30 апреля 1946 года, 30 декабря 1956 года
- Орден Отечественной войны I степени, 7 мая 1945 года[7][8][9][10]
- Орден Красной Звезды, пять раз: 21 апреля 1940 года, 30 июня 1942 года[11], 3 ноября 1944 года[12][13][14], 1 октября 1963 года, 31 октября 1967 года
- Медали, в т.ч.
  - Медаль «За оборону Ленинграда», 10 июля 1943 года[15][16]
- Именное оружие, 1958 год

## Научные труды
- Волосатов Б. М. Некоторые вопросы внедрения сетевых графиков в судоремонт. — М., 1971. — 30 с.[17]
- Волосатов Б. М. Индустриальные методы в судоремонте. — М., 1973. — 35 с.[18]
- Опыт подготовки и организации производства ремонта судов на Клайпедском опытном судоремонтном заводе / Науч. ред. Б. М. Волосатов. — М., 1972. — 61 с. — 850 экз.[19]
- Волосатов Б. М. Судоремонтники Кронштадтского морского завода в годы войны. // Краснознаменный Балтийский флот в Великой Отечественной войне советского народа 1941—1945 гг.: кн. четвертая. М.: Наука, 1992. -С.429-436.